# Servetch
Servetch  (biélorusse : Сэ́рвач) est une rivière du raïon de Dokchytsy de la voblast de Vitebsk, des raïons de Miadzel et de Vileïka de la voblast de Minsk en Biélorussie, et un affluent droit de la Néris.

## Hydrographie
Elle commence sur le territoire du raïon de Dokchytsy de la voblast de Vitebsk. Elle s'écoule du lac Servech (ru) du côté sud-ouest. Elle se jette dans le réservoir de Vileïka au sud-est de la ville agricole de Lyudvinovo, raïon de Vileïka, voblast de Minsk.
La longueur de la rivière est de 85 km. La zone de chalandise est de 1105 km². Le débit d'eau annuel moyen à l'embouchure est de 7,6 m³/s. La pente moyenne de la surface de l'eau est de 0,2 ‰.
La vallée dans la partie supérieure et partiellement dans la partie médiane est indéfinie et trapézoïdale sur le reste de la longueur. La largeur de la vallée est de 1,5 à 2,5 km, diminuant par endroits à 0,6 à 1 km. Les pentes sont plutôt douces, de 3 à 15 m de haut, couvertes d'arbustes. La plaine inondable est à deux versants, légèrement traversée, marécageuse, tourbeuse dans la partie supérieure, sèche et sablonneuse dans le reste. La rivière est très sinueuse, au milieu elle est canalisée sur 1,8 km. La largeur de la rivière dans les tronçons supérieurs est de 2 à 5 m, dans les tronçons moyen et inférieur de 15 à 25 m, par endroits de 35 à 40 m. Les berges ont une hauteur de 0,5 à 1 m (par endroits jusqu'à 5 à 8 m dans les tronçons moyen et inférieur), escarpés, sablonneux et sablonneux, à certains endroits envahis par des arbustes  . Un étang d'une superficie de 0,1 km² est aménagé près de la ville agricole de Lyudvinovo.
Principaux affluents : Servech, Galyadza (ru), Zuika (ru) (à gauche), Potochanka (ru), Nakva (ru) (à droite). La densité du maillage fluvial est de 0,39 km/km². Bassin versant du lac - 1 %. Le bassin versant est situé dans la partie orientale de la plaine de Narochano-Vileïka (ru). 30% de son territoire est couvert de forêt mixte.
Elle gèle à la mi-décembre et ouvre fin mars  . La dérive des glaces dure environ 5 jours. La période de crue printanière représente jusqu'à 48 % du ruissellement annuel. Le niveau d'eau à ce moment augmente de 1,3 à 1,5 m par rapport à l'étiage.
Le cours supérieur est fortement envahi par la végétation.

## Hydronyme
L'hydronyme est un composé des composants de la racine ser- + -vech. Le premier est motivé par le mot ser - "rivière" de la langue Komi, et le second est une modification de l'ancienne racine hydronymique avec le sens "eau", "humidité", "humide"  . Le formant -vech dans l'hydronyme Servech vient du mot baltique-finlandais vesi, vezi « eau »  .

## Localités traversées
Sur la rivière Servech se trouvent la colonie urbaine de Krivichi (ru), les villes agricoles de Budslav et Lyudvinovo, ainsi qu'un nombre important de petits villages.